# Andrew Wood
Andrew Wood (8. ledna 1966 – 19. března 1990) byl zpěvák a frontman rockové skupiny Mother Love Bone a dříve Malfunkshun. Zemřel již ve věku 24 let na předávkování heroinem čtyři měsíce předtím, než vyšlo debutové album skupiny Apple. Na Woodovu počest vznikla skupina Temple of the Dog.